# Wolfgang Mitter
Wolfgang Mitter (* 14. September 1927 in Trutnov, Tschechoslowakei; † 23. Oktober 2014 in Oberursel (Taunus)) war ein deutscher Pädagoge.

## Leben
Von 1954 bis 1964 war Mitter als Oberstudienrat und Fachleiter am Studienseminar Kassel tätig, von 1964 bis 1972 als Professor an der Pädagogischen Hochschule Lüneburg, zugleich ab 1965 als Dozent an der Universität Hamburg. Seit 1972 arbeitete er am Deutschen Institut für Internationale Pädagogische Forschung (DIPF), bis 1998 als Leiter der Abteilung Allgemeine und Vergleichende Erziehungswissenschaft, 1978–1981 und 1987–1995 zugleich als Direktor des Instituts. Von 1974 bis 2007 lehrte er zudem als Professor an der Universität Frankfurt.
Seit 1971 fungierte Mitter als Mitherausgeber der Zeitschrift Bildung und Erziehung. Von 1981 bis 1985 war er Präsident der Comparative Education Society in Europe (CESE), von 1991 bis 1995 Präsident des World Council of Comparative Education Societies (WCCES). Von 1997 bis 2000 amtierte Mitter als Präsident der World Association of Educational Research (WAER).
Zu seinen bedeutenden wissenschaftsorganisatorischen Leistungen zählt die Umstrukturierung des Deutschen Instituts für Internationale Pädagogische Forschung im Zuge der deutschen Einigung. Es ging darum, die Pädagogische Zentralbibliothek der Akademie der Pädagogischen Wissenschaften der DDR und eine Gruppe von Wissenschaftlerinnen und Wissenschaftlern der Akademie in das DIPF zu integrieren. So konnte die frühere Zentralbibliothek in die Bibliothek für Bildungsgeschichtliche Forschung des DIPF am Standort Berlin umgewandelt werden. 

## Auszeichnungen
- Chevalier de Léopold II, 1985
- Goethe-Plakette des Landes Hessen, 1992
- Mitglied der Academia Europaea, 1992[1]
- Medaille „650 Jahre Karls-Universität Prag“, 1998
- Ehrendoktorwürde der Carl von Ossietzky Universität Oldenburg, 2001
- „Nummus memorialis argenteus“ (Silberne Gedenkmedaille) der Karls-Universität Prag, 2010